# حنان (اسم)
حنان اسم علم مؤنث عربي، ومعناه: الشوق، الحنين، العطف
وهو اسم علم شخصي مؤنث، وله انتشار في العالم العربي،